# صالح الأزرق
صالح الأزرق (18 أبريل 1978 -) صحفي ومذيع تونسي بريطاني مقيم في لندن يعمل في قناة الحوار اللندنية وكان له تجربه في قناة ANN، وهو من الجنوب التونسي من منطقة بن غيلوف من معتمدية الحامة بولاية قابس.

## مشاركته في أسطول الحرية
أسطول الحرية هي مبادرة أطلقتها منظمات إنسانية تهدف إلى كسر الحصار الذي تفرضه القوات الصهيونية على غزة، لقد اتصل صالح بفريق «غزة الحرة»، وعبّر لهم عن رغبته الشخصية في المشاركة في القافلة، وكان له ذلك، في 29 مايو 2010، انطلق الأسطول تجاه غزة محملا بعشرة آلاف طن من التجهيزات والمساعدات، والمئات من الناشطين. وكان صالح على ظهر الباخرة التركية «مرمرة». وفي فجر يوم 31 مايو 2010 بعد الساعة الرابعة فجرًا، تم الهجوم على سفن أسطول الحرية في المياه الدولية من قبل القوات الإسرائيلية، حيث قتلت 9 وأصيب أكثر من 26 من المتضامنين وسُمّيت بمجزرة أسطول الحرية، ويُذكر بأن صالح هو التونسي الوحيد الذي شارك في هذا الأسطول.

## برامجه في قناة الحوار
- الرأي الحر
- بوضوح

## وصلات خارجية
- حوار مع الإعلامي صالح الأزرق التونسي الوحيد في أسطول الحرية
- بالموقف : صالح الأزرق التونسي الوحيد على متن "أسطول الحرية" يروي تفاصيل ما وقع صالح الأزرق  على فيسبوك.
- صالح الأزرق على الفيس بوك  على فيسبوك.
- بوضوح مع صالح الأزرق حول الهجوم على أسطول الحرية
- حلقات برنامج الراي الحر الذي يقدمه صالح الأزرق علي قناة الحوار